# نظریه تقریب

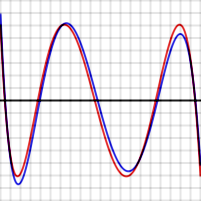
دو تابع که با یکدیگر اختلاف کمی دارند

در ریاضیات، نظریه تقریب دنبال این است که چگونه یک تابع به بهترین شکل با یک تابع مشابه تقریب زده شود.

## فرایند و هدف تقریب
برای تقریب تابع {\displaystyle f(x)} با یک تابع مثل {\displaystyle p(x)} که می‌تواند چندجمله‌ای باشد باید به این صورت باشد که بزرگترین مقدار {\displaystyle \mid P(x)-f(x)\mid } به حداقل مقدار خودش برسد.

## الگوریتم Remez
این الگوریتم برای ساختن یک تابع {\displaystyle p(x)} به کار می‌رود که تقریبی از تابع {\displaystyle f(x)} است.
که همان طور که در قسمت قبل بیان شد در این جا نیز برای {\displaystyle n+2} نقطه نوشته شده است.
{\displaystyle P(x_{1})-f(x_{1})=+\varepsilon \,}
{\displaystyle P(x_{2})-f(x_{2})=-\varepsilon \,}
{\displaystyle P(x_{3})-f(x_{3})=+\varepsilon \,}
{\displaystyle \vdots }
{\displaystyle P(x_{N+2})-f(x_{N+2})=\pm \varepsilon .\,}